# Posvjaščёnnyj
Posvjaščёnnyj ("Посвящённый", letteramente: "L'iniziato") è un film del 1989 diretto da Oleg Tepcov.

## Trama
Il film racconta di un uomo che ha la capacità di punire le persone con la forza del suo spirito, ma non può usarlo.